# サハマの地上絵

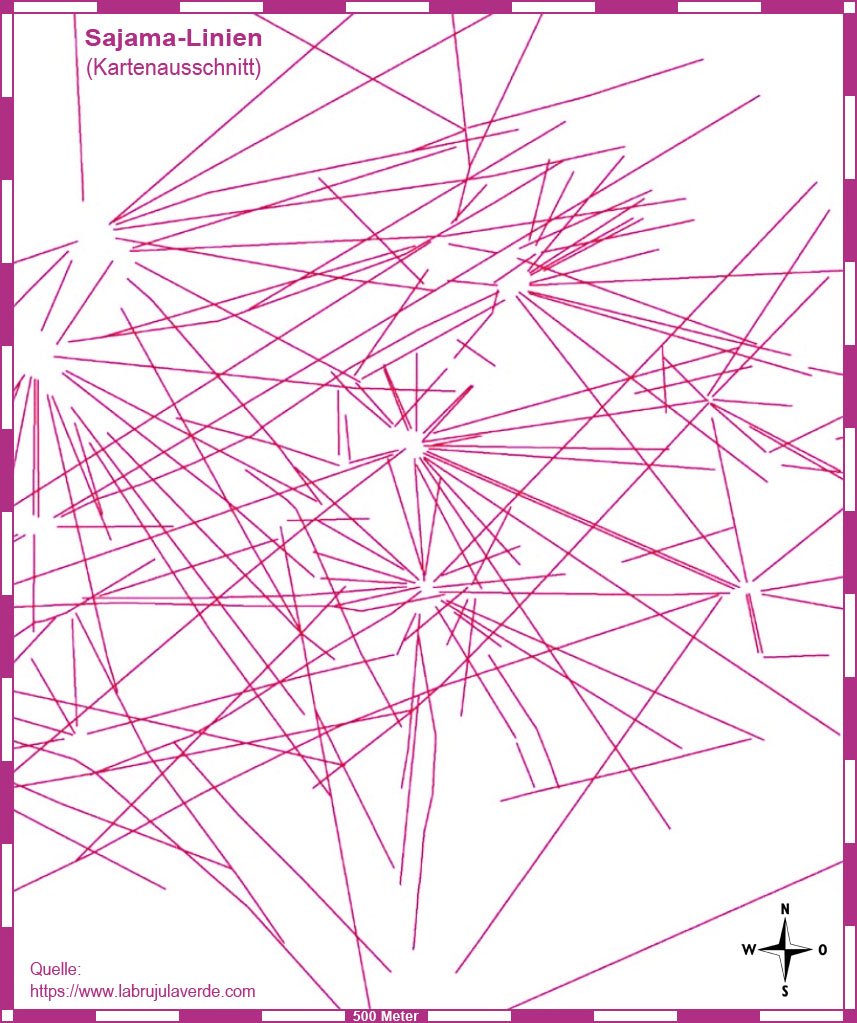
線の一部をプロットした図

サハマの地上絵（サハマのちじょうえ）、またはサハマライン（Sajama Lines）は、南米ボリビア西部の高地、サハマ火山の麓の砂漠の地表面に描かれた無数の直線群である。
22,525 km2におよぶ非常に広い範囲に描かれている。

## 概要
サハマの地上絵は、1932年にスイス出身の冒険家であるAimé Felix Tschiffelyが現地で発見し最初に言及された。その後、人類学者のAlfred Metrauxが民族学的フィールドワークを発表したときにこの地上絵に関する報告をしている。
線は、表面の植生や酸化した岩石からなる砂利をかき分け、明るい下層を露出させることによって作成されている。ほぼナスカの地上絵と同じ描画方式を取っている。
しかしその描画面積は、ペルーのナスカの地上絵がカバーする面積の約15倍であることが明らかになっている。

## 地上絵の種類と特徴
ランドマーク財団とペンシルベニア大学の共同調査では、22,525 km2におよぶ範囲に、一本の線として繋ぎ合わせるとおよそ16,000km以上の直線が描かれていることが判明している。これはアメリカ合衆国の国土の東西幅の約3倍である。一本の直線で、39km以上に及ぶものも人工衛星から確認されている。
特徴的なのは、有名なナスカの地上絵と違い「動物や植物の絵が発見されていない」ことである。2022年現在もそのようなものは確認されていない。ただし、幾何学図形として「らせん模様」が一つ発見されている。
直線は、起伏の多い地形や自然の障害物にもかかわらず、それらはすべて驚くべき直線性を維持しているようであるとペンシルベニア大学の調査員は報告している（歪んだ線も多数存在する）。
ある点から放射状に線が発生し、そこから別の点（ノード）へと繋がっている。ネットワークを形成しているようにも見える。この特徴は有名なナスカの地上絵にも同様に存在する。各ノードには、宗教的な意味があるとされる神社や祠、塔のようなものが存在する。

## 描かれた年代と手法、意味
現地の住民は、インカ文明に近い古代の先住民族が神聖な巡礼をするときに使用したものだろうと主張している。描かれ始めた年代は正確には明らかになっていないが、およそ3000年にも渡って作成され続けたと一部の学者は主張している。製作者がどのようにしてそのような直線の精度を達成したかについても、完全には明らかになっていない。